# Liste der Biografien/Clap
Liste der Biografien |
Portal Biografien |
Personensuche
# |
A |
B |
C |
D |
E |
F |
G |
H |
I |
J |
K |
L |
M |
N |
O |
P |
Q |
R |
S |
T |
U |
V |
W |
X |
Y |
Z |
?
 
Ca |
Cb |
Cc |
Ce |
Ch |
Ci |
Cj |
Ck |
Cl |
Cm |
Cn |
Co |
Cr |
Cs |
Ct |
Cu |
Cv |
Cw |
Cy |
Cz
 
Cla |
Cle |
Cli |
Clo |
Clu |
Clw |
Cly
 
Claa |
Clab |
Clac |
Clad |
Clae |
Claf |
Clag |
Clah |
Clai |
Claj |
Clam |
Clan |
Clap |
Clar |
Clas |
Clat |
Clau |
Clav |
Claw |
Clax |
Clay
Die Liste der Biografien führt alle Personen auf, die in der deutschsprachigen Wikipedia einen Artikel haben. Dieses ist eine Teilliste mit 44 Einträgen von Personen, deren Namen mit den Buchstaben „Clap“ beginnt.

## Clap
- Clap, Margaret († 1726), englische Wirtin, Schlüsselfigur der homosexuellen Geschichte

### Clapa
- Claparède, Alfred de (1842–1922), Schweizer Diplomat
- Claparède, David (1727–1801), Genfer evangelischer Pfarrer und Hochschullehrer
- Claparède, Édouard (1873–1940), Schweizer Psychologe und Pädagoge
- Claparède, Melanie Luck von (* 1943), deutsche Hochschullehrerin, Professorin für Kunstgeschichte und Buchautorin
- Claparède, Michel Marie (1770–1842), französischer General und Senator
- Claparède, René-Édouard (1832–1871), Schweizer Zoologe und Professor für Vergleichende Anatomie in Genf

### Clape
- Clapera i Mayà, Joan (1929–2018), katalanischer Maler
- Clapeyron, Émile (1799–1864), französischer PhysikerÉmile Clapeyron (1799–1864)

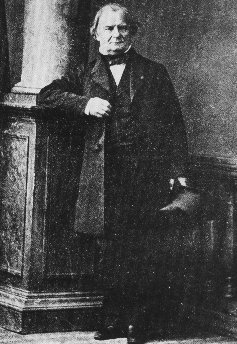
Émile Clapeyron (1799–1864)

### Claph
- Clapham, Aaron (* 1987), neuseeländischer Fußballspieler
- Clapham, Christopher (* 1941), britischer Afrikanist, Politikwissenschaftler und Hochschullehrer
- Clapham, Jamie (* 1975), englischer Fußballspieler
- Clapham, John Harold (1873–1946), englischer Wirtschaftshistoriker

### Clapi
- Clapier de Colongue, Jean Alexander Heinrich (1839–1901), russischer Gelehrter für Navigation und Generalmajor der russischen Armee
- Clapier de Colongue, Johann (1719–1789), russischer Generalleutnant und Generalgouverneur von Sibirien
- Clapin, Jérémy (* 1974), französischer Animator und Regisseur
- Clapis, Peter Anton von († 1512), italienischer Humanist und Domherr in Deutschland
- Clapisson, Louis (1808–1866), französischer Komponist
- Cläpius, Wilhelm Hermann (1801–1868), deutscher Sänger, Schauspieler, Komponist, Übersetzer und Musikpädagoge

### Clapm
- Clapmarius, Arnold (1574–1604), deutscher Staatsrechtler und Hochschullehrer

### Clapp
- Clapp, Asa (1805–1891), US-amerikanischer Politiker
- Clapp, Austin (1910–1971), US-amerikanischer Schwimmer und Wasserballspieler
- Clapp, Charles (* 1959), US-amerikanischer Ruderer
- Clapp, Charles L. (1922–2006), amerikanischer Regierungsbediensteter
- Clapp, Cornelia (1849–1934), US-amerikanische Zoologin und Meeresbiologin
- Clapp, Eugene (* 1949), US-amerikanischer Ruderer
- Clapp, Frederick Gardner (1879–1944), US-amerikanischer Geologe
- Clapp, Gordon (* 1948), US-amerikanischer Schauspieler und Emmy-Preisträger
- Clapp, Jeremiah Watkins (1814–1898), US-amerikanischer Jurist und konföderierter Politiker
- Clapp, Judy (* 1930), amerikanische Informatikerin
- Clapp, Margaret (1910–1974), US-amerikanische Pädagogin und Hochschullehrerin
- Clapp, Mónica, mexikanische Mathematikerin und Hochschullehrerin
- Clapp, Moses Edwin (1851–1929), US-amerikanischer Politiker
- Clapp, Sunny (1899–1962), US-amerikanischer Jazz- und Unterhaltungsmusiker (Posaune, auch Altsaxophon, Klarinette)
- Clapper, Dit (1907–1978), kanadischer Eishockeyspieler und -trainer
- Clapper, James R. (* 1941), US-amerikanischer Generalleutnant, nationaler Geheimdienstdirektor
- Clapperton, Hugh (1788–1827), schottischer Afrikaforscher
- Clapperton, James (* 1968), schottischer Pianist und Komponist
- Clapperton, Jane (1832–1914), schottisch-britische Philosophin, Sozialistin, Sozialreformerin und Frauenrechtlerin
- Clappier, Louis († 1956), französischer Publizist und Schriftsteller

### Clapr
- Claproth, Johann Christian (1715–1748), deutscher Rechtswissenschaftler und Hochschullehrer
- Claproth, Justus (1728–1805), deutscher Jurist und Erfinder des Recyclingpapiers

### Clapt
- Clapton, Eric (* 1945), britischer Musiker, Rock- und Blues-GitarristEric Clapton (* 1945)

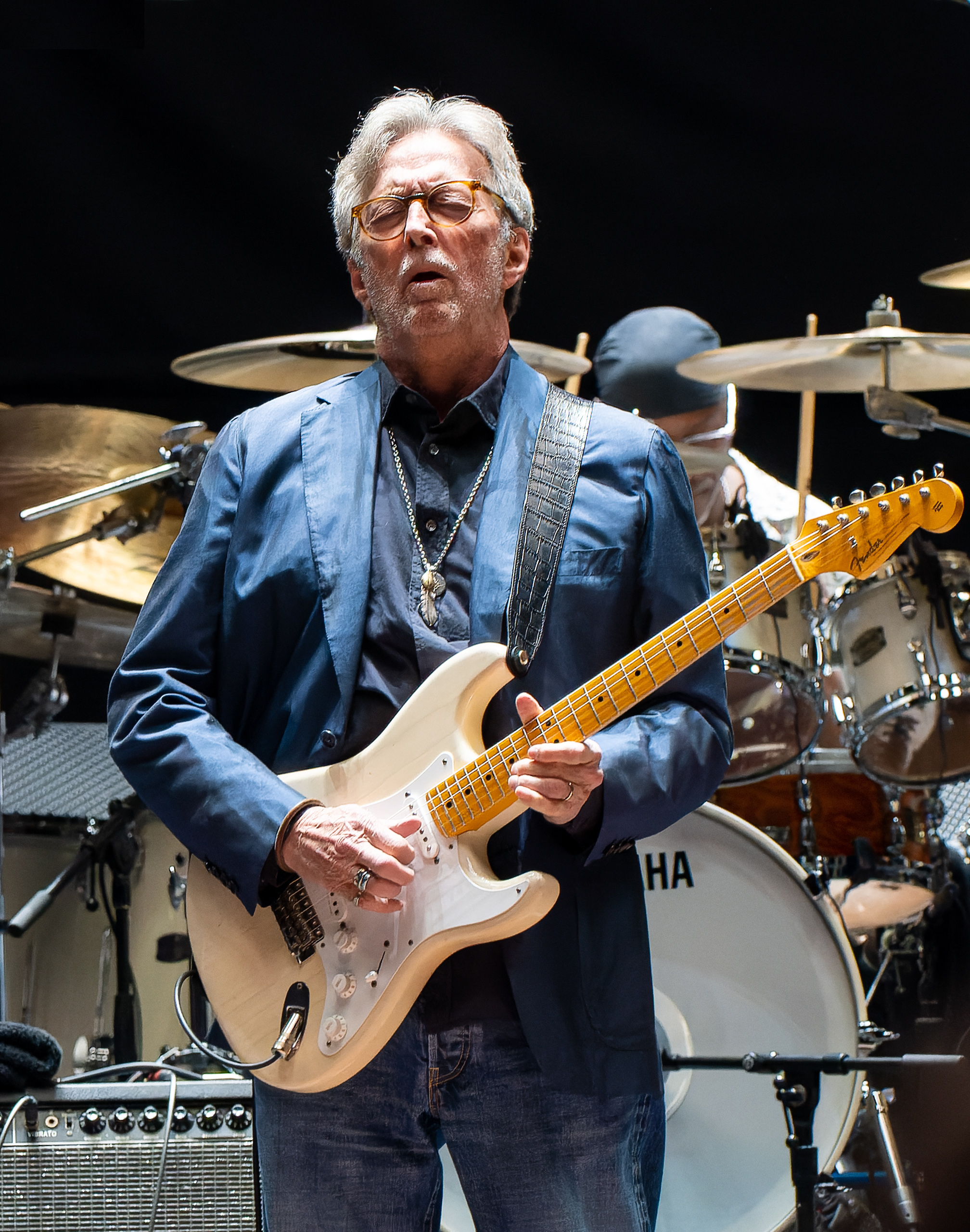
Eric Clapton (* 1945)

- Claptone, deutscher DJ und Musikproduzent